# 菅家一比古
菅家 一比古（かんけ いちひこ、1953年〈昭和28年〉6月23日 - 2021年〈令和3年〉）は、日本の社会教育家、古神道家。
一般社団法人「美し国」代表を務めて「日本蘇り運動」を展開した。

## 生涯
北海道釧路市出身。
昭和53年（1979年） 財団法人民族科学研究所企画室長、安全問題研究所所長を務める。昭和58年に東京に予備校、日本学院を設立、学院長に就任した。昭和60年には教育創造研究所を設立し、本格的人間教育、社会教育に乗り出す。この頃から様々な団体で講演を重ねる。また青少年を対象とした「偉人を語る会」を立ち上げた。
平成2年（1990年）には中央大学名誉教授中西旭に出会い師事する。師の導きにより禊を実践し大自然回帰に目覚める。平成３年には和乃会、ルピナスセミナー、新意識青年講座、むすび人間学セミナなどさまざまな勉強会を開催し社会教育家として幅広い活動を展開する。平成12年（2000年） には株式会社ピュア―ライフを創立。平成17年には師、中西旭氏と母、フジ子氏を相次いで亡くし、師の志を受け継ぐことと母から教わった「日本的愛の形」を世に問う決意を固めた。
平成23年（2010年）には「日本蘇り」を目的とした国民運動「美し国」を立ち上げた。「美し国」の特別顧問には外交評論家の加瀬英明、副代表にはアルピニストの野口健らが就任していた。 平成28年には総合人間力の向上とリーダー育成を目的とした菅家廊下翔塾を開講した。平成25年の還暦パーティーには呉善花や神谷宗幣らが出席した 。令和元年8月31日にはFMラジオ番組「Radio Leader's」に出演し日本の危機と「美し国」運動について語った。
著書に「和のこころを生きる」シリーズ６冊。

## 主な活動
- 大自然回帰運動
- 日本蘇り運動
- 南伊豆弓ヶ浜禊
- 伊勢神宮参拝と五十鈴川禊
- 靖国神社参拝と奥多摩禊